# Бруно Барили
Бруно Барили (итал. Bruno Barilli; Фано, 14. децембар 1880 – Рим, 15. април 1952) био је италијански композитор, музички критичар, песник, путописац, а опробао се и као глумац. Код нас је најпознатији као отац чувене сликарке Милене Павловић-Барили, али и као ратни дописник, писац мемоарског прозног дела Српски ратови.

## Биографија
Бруно Барили рођен је у медитеранском граду Фану, родном месту своје мајке Ане Аданти (ит. Anna Adanti), у коме је провео најраније детињство. Одраста у Парми, родном месту свог оца, сликара Чекропеа Барилија (ит. Cecrope Barilli), у породици која је дала велики број уметника - сликара, песника и музичара. У Парми започиње студије, али 1901. године одлази на студије музике у Минхен.
На Конзерваторијуму у Минхену Бруно је упознао српкињу Даницу Павловић, у Бајројту у Немачкој, на фестивалу Вагнерове музике. Венчали су се 8. јануара 1909. године у православној цркви у Пожаревцу. Из Пожаревца је млади пар отпутовао у Београд, одатле у Венецију, а затим у Парму код породице Барили.
Почетком новембра, у Пожаревцу, родила се њихова ћерка Милена и мајка Даница одлази са њом у Рим већ после шест недеља, да би се обе након осам месеци вратиле у Пожаревац. Супружници су живели раздвојено, Даница са Миленом у Пожаревцу, а Бруно у Риму. Даница је у почетку често путовала у Рим, а касније ретко. Развели су се 1923. године, али никада нису прекинули контакт. Бруно се није поново женио. Умро је 15. априла 1952. године у Риму, у дому за старе и према сопственој жељи сахрањен у гробници на некатоличком гробљу Testaccio, поред ћерке Милене, чија је урна ту пренета из Њујорка 1949. године. Десет година касније поред њих је у исту гробницу сахрањена и Даница Павловић-Барили.

### Однос са ћерком
Иако раздвојени, а од 1923. године и разведени, супружници Барили никада нису прекинули контакт. Милена је често боравила код оца, присуствовала премијерама његових опера и може се рећи да је Бруно и поред раздвојености остао саставни део њеног живота. Његов утицај нарочито је значајан у периоду када Милена улази у свет уметности. Заправо овај нови, присан однос са оцем вероватно је и најзаслужнији за њено нагло осамостаљење у Паризу. Његова уметничка интересовања и круг боема, уметника и интелектуалаца у ком се кретао и у који је увео и Милену морали су представљати и охрабрење и подстицај за младу уметницу. Без његове помоћи вероватно не би била могућа ни изузетно велика излагачка активност током првих година Милениног живота у Паризу.

## Професионални живот
Иако код нас познат углавном по томе што је био отац чувене сликарке, италијански историчари књижевности и музике тврде да је реч о изузетном ствараоцу. Наш чувени песник Растко Петровић упознао је, док је као дипломата боравио у Риму, Бруна Барилија и о њему сведочи: „Последњи изданак великог боемства, духовни брат нашег Ујевића и Драинца, којима толико личи својим господским и сувереним одрицањем свега што би му живот могло начинити угодним, Барили је данас један од најомиљенијих европских песника. Његов узбуђени, пламени стил, којим успева да дá неочекиване и нове изразе своме матерњем језику, да изрази динамику савременог живота, чини га тако типично представником новога друштва у Италији... Он је поетичан у сваком свом покрету.”

### Музика
Барили ја написао два музичка дела: оперу Medusa, која је победила на конкурсу Mac Cornic 1914. године, али никада није изведена и Emiral, победник на националном конкурсу 1923. и изведен у Kontanci di Roma 1924. године. Осим компоновања Барили пише и критике у многим еминентним италијанским музичким часописима.

### Књижевност
Прве литерарне кораке Бруно Барили прави 1912. године, када као дописник италијанског Трибјуна извештава о Првом балканском рату, задатак који је добио од уредника овог листа када је кренуо у Пожаревац, у посету жени и ћерки. Исто се поновило и 1914. када је, за Коријере дела сера извештавао о ратним збивањима у Србији током Првог светског рата. Своје извештаје Барили је слао из Београда, Ваљева, Ниша, Врања, Скопља и других градова, а у њима је описивао страдања српског народа са много симпатија и саосећања, дивећи се како подвизима и јунаштву српских војника, тако и лепоти предела кроз које је пролазио. Током овог периода настали су и његови мемоарски записи, касније преточени у књигу Српски ратови (ит. La guerre serbe), први пут објављену у Риму 1993. године.
Писао је и музичку критику за велике италијанске листове међу којима су Коријере дела сера и Темпо, које је касније објавио у књизи Миш у виолини. Касније се Барили окреће писању есеистичке и путописне прозе и иза њега је остао низ значајних дела која код нас нису до сада преведена. Његово дело Сећања на Лондон (ит. Ricordi londinesi) Сматра се значајним делом књижевности 20. века. Објавио је још неколико књига, од којих је једна илустрована са шеснаест Милениних цртежа.

#### Најважнија дела
- Delirama (Рим, 1925) - проза
- Il sorcio nel violino (срп. Миш у виолини, Милано, 1926) - збирка музичких критика
- Il paese del melodrama (срп. Земља мелодраме, Ланцано, 1930) - проза
- Parigi (1938) - проза
- Il sole in trappola (Фиренца, 1941) - путописна проза
- Come la lune (Рим, 1945) - поезија
- Ricordi londinesi (срп. Сећања на Лондон делимично објављена у Риму већ 1945) - путописна и биографска проза
- Il viaggatore volante (Милано, 1946) - путописна проза
- Caprici di vegliardo (Милано, 1949) - поезија и проза
- Lo Stivile (Рим, 1952) - биографска проза
- Lo spettatore stralunato (срп. Опчињени гледалац, Парма, 1982) - филмске хронике, објављено постхумно[6]
- La guerre serbe (Рим, 1993) - мемоарска проза, објављено постхумно

### Филм
Десетак година после објављивања Земље мелодраме, крајем 40-их, Барили је био одабран да коментарише Филмски фестивал у Венецији. Све његове филмске хронике објављене су 1982. године под насловом Опчињени гледалац. На филму се Барили опробао и као глумац, у филму Ружа (ит. La rosa) редитеља Арналда Фрателија из 1921. године, затим као композитор музике за кратки документарни филм Appuntamento a Piazza di Spagna, редитеља Ромола Марћелинија, у коме се такође и појављује.